# Revúcké podolie
Revúcke podolie je geomorfologický podcelek Velké Fatry.

## Vymezení
Nachází se ve východní části pohoří a zabírá úzký pás levého břehu řeky Revúca v Revúckej doline. Na severu hraničí s podcelkem Šípská Fatra, na severovýchodě na krátkém úseku sousedí s Liptovskou kotlinou, východním sousedem jsou Ďumbierské Tatry. Jižně od Liptovské Osady Revúcke podolie hraničí s podcelkem Zvolen, západně se nachází Hôľná Fatra a Šiprúň.

## Hydrologické poměry
Z celé této oblasti i jejího okolí odtékají všechny potoky a řeky do Černého moře. Hlavní rozvodí mezi Černým a Baltským mořem prochází severní částí Kysuckých a Oravských Beskyd, kam oblast nezasahuje, a hlavní slovenské rozvodí mezi povodím řek vlévajících se do Dunaje nebo Tisy prochází východní částí Nízkých Tater (Kráľova hoľa). Nízko položená území povodí patří do mírně teplé vlhké oblasti, ostatní do velmi vlhké chladné oblasti. Hlavním činitelem, který v největší míře ovlivňuje prostorové rozložení teplot, srážek, půd, rostlinstva, živočišstva, ale i způsob využívání krajiny, je zde, jako na celém Slovensku, nadmořská výška.

## Biogeologické poměry

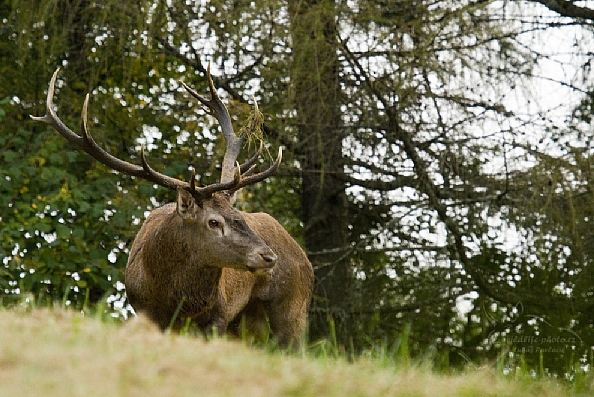
Jelen karpatský

Pohoří jsou budována převážně na vápencích a dolomitech. Většina zdejších druhů je přísně chráněná. Trhání chráněných druhů je přísně zakázáno. Roste tu koniklec slovenský, šafrán Heuffelův, prvosenka holá, hořec Clusův, sasanka narcisokvětá, lilie zlatohlavá, hvězdnice alpská, plesnivec alpský a mnohé další. Setkáme se s běžnými živočišnými druhy horského a podhorského pásma Karpat. Z horských pásem je na faunu nejbohatší severní část Velké Fatry, zejména oblast Ľubochnianska Dolina, v Nízkých Tatrách především oblast Salatín. Celá oblast se vyznačuje velkou pestrostí hmyzu a motýlů. Plazi jsou zastoupeni méně. Na slunných svazích a skalách se vyskytuje zmije a ještěrka. Velmi bohatě je celé horské pásmo oživeno ptáky. Z hrabavých se zde vyskytují tetřev hlušec, tetřívek a jeřábek lesní. Z dravých ptáků je rozšířen jestřáb, káně lesní a sokol stěhovavý, vzácný na celém Slovensku. V potocích a říčkách všech pohoří, včetně Revúcej, v souvislosti se zlepšením jejich čistoty žije mnoho druhů ryb, jako je pstruh potoční, lipan, hlaváč, Střevle potoční, ale i mohutná hlavatka. Z drobných savců jsou hojně zastoupeny plch a veverka, z masožravců kuna skalní i kuna lesní a liška. Pro krasové oblasti je charakteristické množství netopýrů. Z větších šelem je rozšířen rys, zejména ve Velké Fatře. Ve všech okolních horstvech se stále vyskytují exempláře medvěda hnědého. V poslední době se vrátili i vlci. Ze sudokopytníků se hojně vyskytují divočák a jelen karpatský.

## Ochrana přírody
Na území se nachází víc chráněných rezervací, mezi nimi CHA Revúca, PP Dogerské skaly, PP Vlčia skala, PP Jazierske travertíny a PP Bukovinka.

## Doprava
Východním okrajem území vede v trase silnice I/59 (Ružomberok – Zvolen) evropská silnice E77 spojující Budapešť s Krakovem. V trase zaniklé úzkorozchodné železnice do Korytnice se buduje cyklotrasa Cyklokorytnička.